# Chorioptes bovis
Espèce
Synonymes
- Sarcoptes bovis Hering, 1845[1]

Chorioptes bovis est une espèce d'acariens de l'ordre des Sarcoptiformes.

## Morphologie

### Adulte
Le corps des Chorioptes bovis est ovalaire, la femelle mesure environ 0,35 mm, le mâle est légèrement plus petit, et mesure environ 0,3 mm.
Ils possèdent quatre paires de pattes longues, dépassant de leur rostre pointu et court, ainsi que le bord postérieur du corps, avec des ventouses des pattes sub-sessiles (sur toutes les pattes chez le mâle et uniquement sur les pattes I, II et IV chez la femelle). Leur cycle de reproduction dure 3 semaines.
Ils vivent très superficiellement sur la peau, et se nourrissent de squames et débris cutanés. Ils se localisent sur les vaches ou les chevaux, au niveau des jarrets, sur faces internes des cuisses, dans les plis de la queue. Ils sont responsables de la gale de boue chez le cheval. Cette gale est la moins contagieuse des trois gales du cheval. Dans un premier temps, un prurit d'intensité faible apparaît, puis dans un second temps, les plis du paturon et les membres présentent des petites croûtes et des dépilations.

### Œuf, larve et nymphe
L’œuf est relativement gros, et mesure environ 0,2 mm, de forme ovoïde et de couleur grisâtre. La larve est hexapode. La protonymphe est octopode. La nymphe femelle possède des tubercules copulateurs.

## Publication originale
- (de) Eduard Hering, « Eine neue Krätzmilbe (Sarcoptes bovis) », Verein für Vaterländische Naturkunde in Württemburg, Stuttgart, vol. 1,‎ 1845, p. 110-114 (ISSN 0368-4717, OCLC 1644672, LCCN 20020061 //r56, lire en ligne, consulté le 7 mars 2021)

## Référence taxinomique
- (en) BioLib : Chorioptes bovis (Hering, 1845)